# Tacere
Tacere (с лат. — «молчание») — финская симфо-метал-группа.
Tacere сравнивают с такими группами, как Therion, Nightwish, Dream Theater, Sonata Arctica, Within Temptation, Lacuna Coil и Sentenced.

## История
Группа начала свою историю как сольный проект финского музыканта Карри Кнууттилы в начале 2000 года.
Своё оригинальное название «Tacere» группа получила в 2002 году, но по-прежнему определяющим был мужской вокал. В 2003 году была приглашена вокалистка Хелена Хаапаранта, и группа окончательно была сформирована.
В 2005 году был подписан контракт с лейблом KHY Suomen Musiikki и 31 мая 2006 года выпущен сингл «I Devour».
1 ноября 2006 года вышел мини-альбом «A Voice in the Dark». В 2007 году вышел полноформатный альбом «Beautiful Darkness».
В 2008 году группу покинула вокалистка Хелена Хаапаранта и её место заняла Тайя Риихимаки. Также в состав был добавлен клавишник Вели-Матти Кананен.
11 июня 2012 года выпущен сингл «Break Me» к альбому «At World's End», который вышел в сентябре посредством лейбла Avalon Online. В октябре 2014 года группа прекратила существование.

## Состав группы
- Т. Риихимаки — вокал (с 2008)
- К. Кнутила — вокал, гитара (с 2002)
- П. Пирхонен — бас (с 2007)
- В.-М. Кананен — клавишные (с 2008)
- Я. Ванханен — ударные (с 2007)

## Бывшие участники
- Х. Хаапаранта — вокал (2003—2008)
- Я. Салминен — клавишные (2007—2008)
- С. Нуммела — гитара (2008)
- И. Сокаярви — гитара (2007)
- П. Йокинен — бас (2007)

## Дискография
| Название            | Участники | Год выпуска |
| ------------------- | --- | ----------- |
| I Devour (сингл)    | Х. Хаапаранта — вокал, К. Кнутила — вокал, гитара                                                                         | 2006        |
| A Voice in the Dark | Х. Хаапаранта — вокал, К. Кнутила — вокал, гитара                                                                         | 2006        |
| Beautiful Darkness  | Х. Хаапаранта — вокал, К. Кнутила — вокал, гитара, Янне Салминен — клавишные (Foes of the Sun)                            | 2007        |
| At World's End      | Тайя Риихимаки — вокал, К. Кнуутила — вокал, гитара, В.-М. Кананен — клавишные, П. Пюрхонен — бас, Я. Ванханен — барабаны | 2012        |